# 록맨 2: 더 파워 파이터즈
《록맨 2: 더 파워 파이터즈》(ロックマン・ザ・パワーファイターズ)는 캡콤이 발매한 격투 아케이드 게임이다. 전해에 발매된 록맨: 더 파워 배틀의 후속작으로, Dr. 와일리가 보낸 로봇들과 일대일 대전을 벌이는 게임플레이 구조를 이어받았다. 1996년 7월 9일 전세계로 출시됐고, 서양 지역에선 《메가맨 2: 더 파워 파이터즈》(Mega Man 2: The Power Fighters)라는 제목으로 발매됐다.
2000년에 네오지오 포켓 컬러로 전작 더 파워 배틀과 함께 간추린 《록맨: 배틀 & 파이터즈》가 출시됐고, 2004년에는 두 아케이드 게임을 수록한 《록맨 파워 배틀 파이터즈》가 출시됐다. 같은 2004년에 북미에 발매된 《메가맨 애니버서리 컬렉션》에 더 파워 배틀과 함께 포함됐고, 2006년에는 디지털 플랫폼 게임탭으로 출시됐다.